# Maria Crescentia Hoess
Marie Crescent Hoess (en allemand :Maria Crescentia Höss) en religion sœur Marie Crescent Hoess (en allemand : Maria Crescentia Höss) née le 20 octobre 1682 à Kaubfauren est décédée le 2 août 1744 à Kaubfauren est une religieuse du Tiers-Ordre franciscain, canonisée par l'Église catholique romaine. Elle est fêtée le 5 avril.

## Vie
Septième des huit enfants de Matthias Höss et de Lucia Hoermann, elle devint tertiaire franciscaine en 1703, au couvent de Kaufbeuren.
Maltraitée par les autres religieuses, parce qu'elle n'avait pas de dot, elle surmonta toutes les difficultés rencontrées sans jamais perdre la foi ni songer à renoncer à sa vocation.
Elle fut successivement portière, puis maîtresse des novices de 1726 à 1741 et enfin supérieure de sa maison, de 1741 à sa mort, en 1744.

## Béatification - canonisation
- Maria Crescentia Höss a été béatifiée le 7 octobre 1900 par le Pape Léon XIII,
- Et canonisée le 25 novembre 2001 par le Pape Jean-Paul II, en même temps que :
  - Paula Montal Fornes de San Jose de Calasanz
  - Léonie Françoise de Sales Aviat
  - Joseph Marello
- Elle est fêtée le 5 avril selon le Martyrologe romain[1].

## Citations
- De sainte Maria Crescentia Höss :

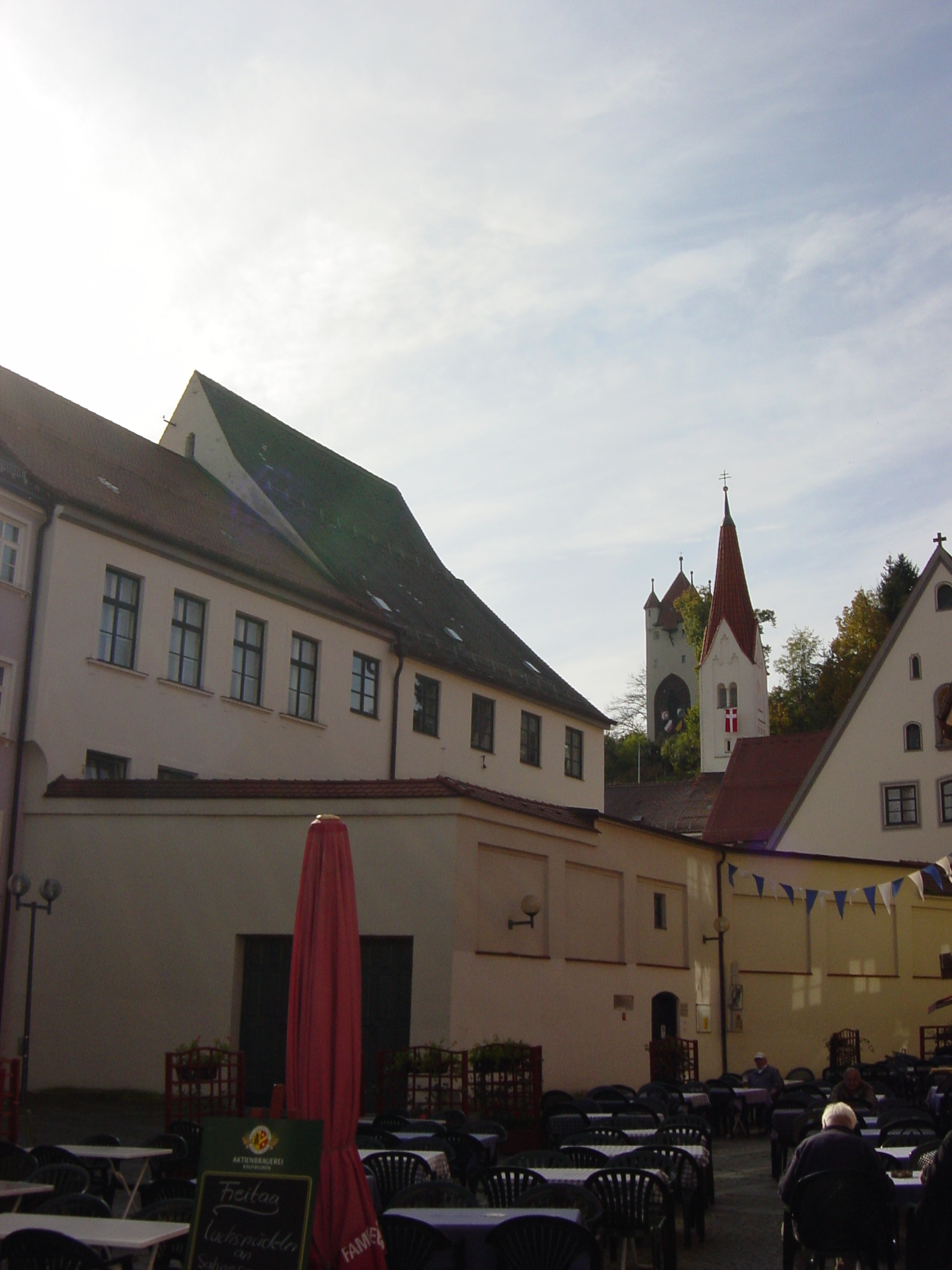
Le couvent de Kaufbeuren

« Dieu veut qu'un couvent soit riche de vertus, pas de biens matériels »
- De Jean-Paul II lors de l'homélie de canonisation en 2001

« .. sa grande capacité à résister, au nom de l'Évangile, aux grandes difficultés de son temps. Cette sainte - a-t-il conclu - sut supporter les souffrances et les pressions, et même les intrigues au sein même de sa communauté, sans jamais perdre sa vocation »